# Vasil Levski

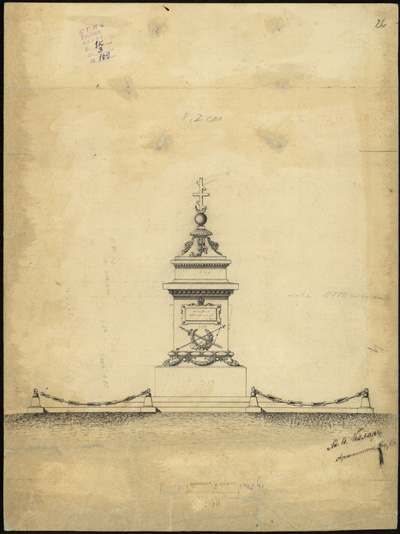
Návrh pomníku Vasila Levski v Sofii, autor český architekt Antonín Kolář

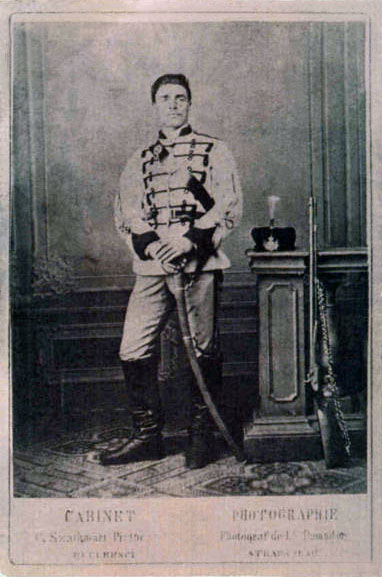
Vasil Levski v uniformě První bulharské legie, 1869, Bukurešť

Vasil Levski, vlastním jménem Vasil Ivanov Kunčev (18. července 1837 – 18. února 1873), byl bulharský vlastenec, revolucionář a národní hrdina, Bulhary přezdívaný Apoštol svobody. Původně pravoslavný mnich byl spoluzakladatelem a významným členem Bulharského revolučního ústředního výboru a usiloval o osvobození své vlasti z osmanské nadvlády a o vznik liberálního bulharského státu založeného na idejích náboženské a etnické rovnosti. Byl odsouzen k smrti a oběšen v Sofii.

## Historická situace
Od roku 1396 přestal existovat středověký bulharský stát a dostal se pod osmanskou nadvládu. Bulhaři, spolu s jinými nemuslimskými národy, se stali občany druhé kategorie. V souvislost s ekonomickým vzestupem bulharských obchodníků a řemeslniků v polovině 19. století vznikl bulharský nacionalismus, spolu s rozvojem lidového vzdělávání a bojem o autonomní bulharskou církev. Současně vznikaly první kroky k vytvoření samostatného bulharského státu.

## Život

### Mládí
Vasil Ivanov Kunčev (Vasil Levski) se narodil 18. července 1837 v obci Karlovo (v tehdejší turecké provincii Rumélie). Jeho rodiči byli Ivan Kunčev (1808/1809–1851) a Gina Vasiljeva Karaivanova-Kunčeva (pravděpodobně 1810–1878); měli pět dětí. Navštěvoval různé školy včetně církevních, 7. prosince 1858 se stal pravoslavným mnichem v klášteře Sopoty a přijal jméno Ignatius (Игнатий).

### První bulharská legie
V březnu roku 1862 odcestoval do Bělehradu, kam se dostal počátkem dubna. Tam vstoupil do první bulharské legie Georgi Rakovského (Георги Стойков Раковски), vojenské jednotky bulharských dobrovolníků, bojujících proti turecké okupaci. Pro svou statečnost během bojů získal přezdívku Levski (jako lev). V září 1862 byla legie rozpuštěna a na jaře 1863 se Levski vrátil do Bulharska. Jako vzbouřenec byl na tři měsíce uvězněn, poté se živil jako učitel.

### Druhá bulharská legie
V listopadu 1866 se po doporučení Rakovského stal praporečníkem jedné ze dvou ozbrojených bulharských skupin v Rumunsku. Jejich cílem bylo vstoupit do Bulharska a organizovat protiturecký odboj. V dubnu 1867 jeho skupina vstoupila na bulharské území, po potyčkách ale musela ustoupit do Srbska. V Srbsku se zúčastnil ustavení Druhé bulharské legie. Ta ale byla, po původní podpoře srbské vlády, rozpuštěna. Pro pokus o její obnovení byl Levski uvězněn. Po propuštění odešel do Rumunska, kde se opět pokoušel organizovat revoluční oddíly.

### Cesty do Bulharska a práce v Rumunsku
V prosinci 1868 a květnu 1869 uskutečnil Levski dvě cesty do Bulharska. Jejich cílem bylo zapojení všech vrstev bulharské společnosti do přípravy revoluce. Od srpna 1869 do května následujícího roku setrval v Bukurešti, kde se zejména stal spoluzakladatelem Bulharského revolučního ústředního výboru, pro který sepsal stanovy.

### Vnitřní revoluční organizace
Vnitřní revoluční organizace (bulharsky: Вътрешна революционна организация) byla založena a vybudována Vasilem Levským v letech 1869–1871. Ústřední výbor ve městě Loveč (bulharsky: Ловеч) řídil regionální revoluční výbory. Levski připravil Chartu Organizace v duchu svých vlastních politických názorů. Cílem bylo osvobození Bulharska od turecké nadvlády celonárodní revolucí. Bulharsko se mělo stát demokratickou republikou se zárukami rovnosti všech svých občanů, bez ohledu na jejich etnický původ nebo náboženství. V roce 1872 se uskutečnilo setkání zástupců Vnitřní revoluční organizace a zahraničního Bulharského revolučního ústředního výboru a došlo ke sjednocení obou organizací. Levski se vrátil do Bulharska a provedl odpovídající reorganizaci Vnitřní revoluční organizace.

### Zajetí a poprava
Dne 22. září 1872 přepadl Dimităr Obšti, asistent Levského, poštovní vůz. Stalo se tak bez Levského souhlasu a pachatelé byli brzy zatčeni. Tak byla odhalena revoluční organizace, její velikost a vztahy se zahraničím. Levski byl identifikován jako vůdčí osobnost.
Vasil Levski byl zatčen 27. prosince 1872, odsouzen k smrti a oběšen v Sofii 18. února 1873.
Levského smrt prohloubila krizi v bulharském revolučním hnutí regionálních výborů se brzy rozpadla. Až pět let po popravě, v průběhu rusko-turecké války (1877–1878) došlo k osvobození Bulharska z turecké nadvlády. Rusko-turecká válka 1877–1878 přinesla osvobození Bulharska z osmanské nadvlády v návaznosti na dubnové povstání 1876. Sanstefanská mírová smlouva ze dne 3. března 1878 a následný Berlínský kongres téhož roku zřídily Bulharské knížectví jako autonomní stát Osmanské říše na Balkáně.

## Posmrtné pocty
- Po Vasilu Levském je pojmenován Národní stadion v bulharském hlavním městě Sofii.[1]
- V Bulharsku jsou po něm pojmenovány ulice a školy na více místech
- Pomník Vasila Levského stojí v centru Sofie
- Další pomníky jsou v bulharských městech a v Bukurešti
- Na Praze 12 je po něm pojmenována ulice Levského.

## Zajímavost
Žulový pomník Vasila Levského v Sofii z roku 1895 navrhl český architekt Václav Kolář (v literatuře psán jako Antonín Kolář nebo Antonín Václav Kolář).